# Luteránský kostel svatého Petra (Paříž)
Luteránský kostel svatého Petra (francouzsky Église luthérienne Saint-Pierre) je protestantský kostel na adrese 55 rue Manin v 19. pařížském obvodu naproti parku Buttes-Chaumont. Farnost byla slavnostně otevřena v roce 1924 a je dnes členem Sjednocené protestantské církve ve Francii.

## Historie
V roce 1848 byla v Paříži pastorem Louisem Meyerem založena Evangelická misie mezi Němci, spolufinancovaná luteránskými církvemi Německého spolku. Dne 13. prosince 1858 byl otevřen luteránský kostel La Villette, německy zvaný (Hugelkirche, tj. kostel na kopci) na místě bývalé cihelny severně od lomu Buttes-Chaumont, kde byl v roce 1866 založen park. Bohoslužby byly přerušeny během prusko-francouzské války v roce 1870 a německý kostel byl obsazen národní gardou. Bohoslužby a vzdělávání ve dvou jazycích, francouzštině a němčině, bylo obnoveno po Pařížské komuně.
Na začátku první světové války byl německý kostel uzavřen. Kostel koupila v aukci v Palais de Justice 18. července 1924 komunita ortodoxních Rusů uprchlých do Paříže po bolševické revoluci 1917. Zřídili si zde o rok později Pravoslavný teologický institut.
Francouzská luteránská farnost La Villette si zřídila nové sídlo na adrese 268 rue du Faubourg-Saint-Martin. V roce 1919 dostala dar od luteránského filantropa ze Spojených států a koupila pozemek poblíž radnice 19. pařížského obvodu.
Budova byla postavena v letech 1921-1924 pod vedením architektů Étienna Meyera a Jeana Navillea. Dne 18. ledna 1931 byly na tribuně slavnostně zprovozněny varhany, které sestrojil varhanář Georges Gutschenritter. Renovovány byly v roce 1931 a v roce 2015.
V roce 1982 byl kostel přejmenován na Saint-Pierre. Farnost udržuje ekumenické vazby se sousední katolickou farností kostela sv. Kolety a od roku 1962 má družbu s Emauzským kostelem v Mnichově.

## Architektura
Fasáda je z růžových cihel, jako soulad se strážnicemi u vchodů do parku Buttes-Chaumont. Ve čtvrti La Villette fungovalo v 19. století mnoho cihelen. Portál je chráněn dřevěným přístřeškem, pokrytým drobnými taškami. V tympanonu je mozaika Martina Guiberta, kde je na zlatém pozadí Ježíš Nazaretský, Marie a apoštol Petr. Níže je umístěn nápis église évangélique (evangelický kostel).
Loď je krytá dřevěnou klenbou a rámovaná na otevřené straně čtyřmi hrotitými oblouky. V roce 1947 byla do okna osy chóru instalována vitráž s vyobrazením milosrdného Samaritána. Rozetové okno na fasádě má vitráž s holubicí Ducha svatého.